# NGC 5056
NGC 5056 (również PGC 46180 lub UGC 8337) – galaktyka spiralna (Sc), znajdująca się w gwiazdozbiorze Warkocza Bereniki. Odkrył ją William Herschel 13 marca 1785 roku.
W galaktyce tej zaobserwowano supernową SN 2005au.